# La Femme modèle
Pour plus de détails, voir Fiche technique et Distribution.
La Femme modèle (Designing Woman) est un film américain de Vincente Minnelli sorti en 1957. Ce film devait réunir une seconde fois James Stewart et Grace Kelly, mais l’actrice renonça au cinéma après son mariage princier en 1956.

## Synopsis
Marilla (Lauren Bacall) et Mike (Gregory Peck) se rencontrent par hasard. Ils se marient sur un coup de foudre, ne connaissant rien l'un de l'autre. En rentrant chez eux, ils découvrent qu'ils appartiennent à des milieux sociaux et professionnels fort différents, l'un est chroniqueur sportif amateur de poker, l'autre est dessinatrice de mode, férue de mondanités. Les maladresses de l'un, la jalousie de l'autre vont engendrer une suite de situations délicates pour les protagonistes mais jubilatoires pour le spectateur.

## Fiche technique
- Titre : La Femme modèle
- Titre original : Designing Woman
- Réalisation : Vincente Minnelli
- Production : Dore Schary pour la Metro-Goldwyn-Mayer
- Scénario : George Wells
- Image : John Alton
- Musique : André Previn
- Chorégraphe : Jack Cole
- Direction artistique : E. Preston Ames et William A. Horning
- Costumes : Helen Rose
- Montage : Adrienne Fazan
- Pays : États-Unis
- Genre : Comédie
- Durée : 118 minutes
- Format :  Couleurs (Metrocolor)
- Date de la sortie américaine : 16 mai 1957

## Distribution
- Gregory Peck  (V.F :  Georges Aminel) : Mike Hagen
- Lauren Bacall  (V.F : Nadine Alari) : Marilla Brown Hagen
- Dolores Gray  (V.F : Jacqueline Ferriere) : Lori Shannon
- Sam Levene  (V.F : Louis de Funès) : Ned Hammerstein
- Tom Helmore  (V.F : Pierre Gay) : Zachary Wilde
- Mickey Shaughnessy  (V.F : Jacques Dynam) : Maxie Stultz
- Jesse White (V.F : Jean Clarieux)  : Charlie Arneg
- Chuck Connors  (V.F : Jacques Hilling) : Johnnie 'O'
- Edward Platt  (V.F : Yves Brainville) : Martin J. Daylor
- Alvy Moore : Luke Coslow
- Carol Veazie : Gwen
- Jack Cole : Randy Owens

Acteurs non crédités
- Richard Deacon  (V.F : Jacques Beauchey) : Larry
- Max Showalter : Le directeur musical
- Mario Siletti : Andrucci
- Gilchrist Stuart : M. Orvac
- Mel Welles (V.F : Pierre Tornade) : Solly
- Sammy White : l'homme perplexe

## Critiques
Pour le magazine Télé 7 jours, La Femme modèle est « un des films les plus drôles de Vincente Minelli [sic] : un scénario très bien mené et pour l'interpréter le couple Lauren Bacall - Gregory Peck ».

## Récompenses et distinctions
- Le scénariste George Wells obtient l'Oscar du meilleur scénario original pour ce film.